# Julien Benda
Pour les articles homonymes, voir Benda.
Julien Benda ([bɛ̃da]), né le 26 décembre 1867 à Paris et mort le 7 juin 1956  à Fontenay-aux-Roses, est un critique, philosophe et écrivain français, principalement connu pour son ouvrage de 1927, La Trahison des clercs. Nommé pour le prix Goncourt et à quatre reprises pour le prix Nobel de littérature, il est dans les années 1930 une des figures les plus respectées des intellectuels antifascistes.

## Biographie

### Jeunesse et études
Julien Benda naît en 1867 dans un milieu aisé. Son grand-père, Sigmund Benda, banquier belge originaire de Fürth, un temps président du Consistoire israélite, se suicide en mars 1848 après avoir fait faillite. Son père, Camille Benda (Bruxelles, 1827 - Paris, 1890), qui se préparait à une carrière d'ingénieur, doit alors gagner sa vie. Arrivé à Paris en 1849, il débute comme employé de son oncle avant de monter la société d'exportation qui fera sa fortune. Camille Benda épouse en 1857 sa cousine Anne Caroline Weinschenk (Paris, 1838-1916), issue de la communauté juive du Marais. Le couple, qui n'est pas religieux, est attaché aux valeurs léguées par la Révolution.
Au lycée Charlemagne, où il est condisciple de Léon Daudet, Julien Benda brille particulièrement en latin et en grec. Sa passion pour les mathématiques le conduit à préparer l'École polytechnique, mais il échoue au concours d'entrée. Il restera marqué par le modèle de rigueur d'esprit que représentent les mathématiques pures découvertes pendant ses deux années de mathématiques spéciales. Il intègre l'École centrale, mais son peu de goût pour les sciences appliquées le fait abandonner à la fin de la deuxième année. Il s'inscrit alors à la faculté des lettres de Paris, où il passe une licence d'histoire. C'est là que le prend l'affaire Dreyfus, alors qu'il hésite à poursuivre ses études.
La mort de son père, en 1890, lui laissant de quoi vivre de ses rentes, il mène une vie mondaine, vêtu avec élégance, fréquentant les salons, en particulier celui de sa cousine Pauline Benda (connue comme actrice et romancière sous le nom de Madame Simone), voyageant et lisant. À partir de 1913, après la faillite de la maison d'exportation dont il avait hérité, c'est de son métier d'écrivain qu'il devra vivre.

### L'affaire Dreyfus
Il a vingt-six ans lorsqu’éclate l'affaire Dreyfus. En 1898, Séverine lui permet de publier son premier article, « Notes d'un Byzantin », dans La Revue blanche. S'il prend fait et cause pour le capitaine Dreyfus, c'est au nom des principes, se défendant d'éprouver le moindre sentiment pour les souffrances de la victime et fustigeant ceux des juifs qui ne s'en préoccupent que par esprit communautaire. Il écrit dans la Revue blanche jusqu'en 1903.
Il se lie à Charles Péguy, dont il devient très proche, sans doute en raison de leur situation à part dans le milieu intellectuel et d'un mépris commun pour la bourgeoisie (ce que Daniel Halévy qualifiera de « complicité d'amertume »). Il est édité de 1903 à 1910 par les Cahiers de la Quinzaine. Parmi ses premiers livres, un roman, L'Ordination, se retrouve finaliste pour le Prix Goncourt 1912. L'auteur attribuera son échec à la présidence de Léon Daudet, à ses origines juives et à son activité passée de dreyfusard. De 1912 à 1914, il consacre trois ouvrages à attaquer sur un ton polémique la philosophie de Bergson, alors très en vogue dans les salons qu'il fréquente. Dès lors, son ton, son angle d'attaque et sa technique sont trouvés : réfugié dans le monde des idées intemporelles, il caricature la pensée de son adversaire sous couvert d'une analyse impartiale, usant d'un ton caustique et d'un humour mordant servis par un style néo-classique – un procédé qu'Édouard Dolléans résumera dans sa critique d'Une philosophie pathétique par : il « construit des fantoches de paille auxquels ensuite il est aisé de mettre le feu ».
Il entre au Figaro en 1916, s'y répandant en articles guerroyeurs. C'est au nom encore de l'objectivité qu'il entend démontrer la seule responsabilité de l'Allemagne dans la guerre et dénonce l'influence de la pensée allemande du moment, subordonnant la justice à la force.
En 1918, Belphégor : essai sur l'esthétique de la présente société française connaît un certain succès. Il y taille en pièces le goût de son temps, dénonçant le romantisme, le sensualisme, le sentimentalisme, le goût du flou et de l'imprécis, tout comme il avait attaqué l'intuitionnisme bergsonien, au nom de l'intellectualisme et de la raison. Il racontera dans ses souvenirs comment, alors qu'il était bon pianiste, il en est venu à abandonner la musique parce que le plaisir sensuel qu'elle lui apportait troublait sa pensée.
L'insuccès de son roman Les Amorandes (1922), dont il espérait qu'il lui permettrait de pouvoir postuler à l'Académie française, l'ébranle à un tel point qu'il se retire quelque temps de la vie littéraire. Il faut attendre 1927 pour qu'il publie le livre qui fera sa renommée : La Trahison des clercs.

### La Trahison des clercs
L'essai reproche aux intellectuels d'avoir quitté le monde de la pensée désintéressée et des valeurs abstraites et intemporelles pour se commettre dans le combat politique — un plaidoyer contre l'adoption par les «clercs » des « passions politiques » de race, nation, classe ou parti, c'est-à-dire l'antisémitisme, la xénophobie, le nationalisme, le militarisme, le nationalisme juif, le « bourgeoisisme », le marxisme et ainsi de suite, à droite et à gauche. Benda y fustige « la tendance à l'action, la soif du résultat immédiat, l'unique souci du but, le mépris de l'argument, l'outrance, la haine, l'idée fixe », en bref tout ce qui fait la passion politique des hommes d'action (les « laïcs ») et tout ce qui doit rester étranger au savant et au moraliste, c'est-à-dire au clerc. Il n'y condamne cependant pas l'engagement de l'intellectuel, mais exige que celui-ci ne descende sur la place publique et n'intervienne dans le débat séculier que pour faire triompher les idéaux abstraits et désintéressés du clerc : la vérité, la justice, la raison, la liberté intellectuelle et sociale. Ainsi ne renie-t-il rien, par exemple, de son engagement dreyfusard, puisqu'il s'agissait de lutter pour la vérité et la justice, valeurs cléricales, et cela au mépris de l'ordre et des contingences politiques, valeurs laïques.
D'une certaine manière, La Trahison des clercs ne fait que retourner une accusation de trahison contre ceux même qui, par « passion politique de race ou nation », en ont usé pendant l'Affaire et en abusent depuis toujours. Une accusation autrement grave, que Benda leur retourne, car il ne s'agit plus d'une fausse haute trahison envers la nation, mais d'une véritable trahison de la mission de l'intellectuel en tout pays, celle de gardien des valeurs humaines et spirituelles les plus abstraites et universelles. C'est pourquoi La Trahison des clercs provoque la rage contre Benda dans les rangs de la droite littéraire et de l'Action Française, qui le traitent de « Rabbi Bendada », de « gnome étranger » et de « clerc de lune ».
La Trahison fait du bruit, et Jean Paulhan, qui l'a pré-publiée dans la NRF, accueille Benda dans la revue et y fait paraître tout ce qu'il écrit. Ainsi, en août 1929, de la longue « Note sur la réaction » où il élabore une typologie de la réaction, c'est-à-dire du « mouvement d'opposition au régime démocratique en France depuis qu'il y existe ». Il en dissèque les deux variantes principales : le réactionnarisme sentimental ou passionnel, fondé sur l'intérêt lésé ou sur l'orgueil blessé, et la réaction idéologique ou doctrinaire, de formation savante, qu'il identifie à l'Action française. La lecture de cet exposé didactique mais sévère ne laisse pas place au doute : tout sépare Benda du champ réactionnaire et spécialement du mouvement de Maurras, qui donne alors le ton de la lutte contre la démocratie et la République. À l'opposé de l'Action Française, Benda ne remet pas en cause les Lumières ou la démocratie, et sa passion pour une raison abstraite, mathématique et universelle lui fait abhorrer toute pensée ancrée dans une patrie, un peuple, une race ou un sol. Les accusations de sympathie pour la réaction dont Benda est parfois l'objet (voir plus bas) confondent réaction et goût esthétique anti-moderne.[réf. nécessaire]
Julien Benda occupe à la NRF une place de plus en plus importante dans le domaine politique jusqu'en 1940, bien qu'il n'y ménage personne, et surtout pas les collaborateurs d'une revue qu'il juge « belphégorienne ». En 1948, Benda ne s'empêchera pas de publier un article intitulé « Un fossoyeur de la France : Jean Paulhan ». Il est vrai qu'il ne le fera qu'en réaction contre la critique de l'ensemble de son œuvre, publiée quelques mois auparavant par Paulhan sous le titre « Benda, le clerc malgré lui ».
Jusqu'à la guerre, Julien Benda est un chroniqueur abondant, influent et redouté, qui publie dans de nombreux journaux. Intellectuel engagé, il le sera à l'extrême : la tour d'ivoire où il se prétend retiré est surtout un mirador d'où il mitraille tous ceux qu'il accuse de trahir la fonction de clerc. Se présentant comme le promoteur de la pensée désintéressée, en somme comme un clerc digne de ce nom, il ferraille inlassablement contre l'Action française, le fascisme, l'invasion de l'Éthiopie par l'Italie de Mussolini, l'abandon de la république espagnole, la menace hitlérienne, le pacifisme, les accords de Munich. Devant les deux menaces du communisme et du fascisme, il choisit sans hésitation le communisme, estimant qu'au moins, si celui-ci doit tuer, il le fera au nom des opprimés.[réf. nécessaire]
À la fin de la Seconde Guerre mondiale, vingt ans après la première publication, Benda rééditera La Trahison, qui lui paraît conserver toute son actualité, sauf peut-être sur un point éclairci dans une nouvelle préface : en France, avec la collaboration, ce n’est plus uniquement leur mission de gardiens des valeurs universelles que certains clercs trahissent, c’est aussi, « expressément », leur patrie.

### De l'antifascisme à la Guerre froide
Pendant la Seconde Guerre mondiale, Benda se retire en 1942 dans la région de Carcassonne, puis de Toulouse, où il vit dans la clandestinité, semblant prendre plaisir à cette existence monastique (« Je suis poussé à rédiger ces pages parce que grâce à une solitude quasi totale que m'imposent depuis quatre ans les circonstances et à l'absence de toute dissipation due à aucun appel du dehors, j'ai durant ce temps exercé mon esprit dans l'entière vérité de sa nature et crois avoir pris de celle-ci une conscience plus nette que jamais », écrit-il dans Exercice d'un enterré vif). Il lit la Torah et les Prophètes, publie aux Éditions de Minuit clandestines des articles sous le pseudonyme de Comminges. La grande épreuve des démocraties, qui devait paraître chez Gallimard, est publié à New York en 1942.
Épurateur intransigeant après la Libération, il refuse tout pardon aux collaborateurs, bien à l'opposé de Jean Paulhan, médaille de la Résistance, qui prend leur défense. Continuant un mouvement amorcé avant guerre, il devient un compagnon de route des communistes, collabore à leur revue Les Lettres françaises, et va jusqu'à comparer, en 1949, les aveux de l'espion Esterhazy dans l'affaire Dreyfus à ceux arrachés à László Rajk à Budapest, dans le procès truqué qui conduit à sa condamnation à mort. Son dernier livre date de 1952. En mai 1954 il publie encore, à la NRF, « Qu'est-ce que la Critique ? ».
Julien Benda meurt en 1956. Micia Lebas, de vingt-deux ans sa cadette, qu'il a épousée en octobre 1950, décédera en 1988 à 97 ans.

## L'œuvre

### Presse
Julien Benda a notamment écrit dans les périodiques suivants : L'Aube ; Le Figaro ; Le Temps ; L'Ordre ; La Dépêche de Toulouse ; Le Gaulois ; L'Opinion ; Le Patriote de Toulouse ; La Revue blanche ; La Revue du mois ; La Nouvelle Revue française ; Les Nouvelles littéraires ; La Revue de Paris ; Le Divan ; Vers et prose ; Les Lettres françaises ; Europe nouvelle ; Foreign Affairs (New York); Living Age (Boston) ; Europe (Paris) ; Commonweal (New York) ; Free World (New York) ; Lettres (Genève) ; Fontaine ; La Pensée ; Revue de métaphysique et de morale ; Esprit ; National Review ; La Nef (Alger et Paris) ; Confluences ; Études philosophiques ; Revue des Sciences humaines ; Critique ; Opéra ; Synthèses ; Revue philosophique.

### Ouvrages
- Dialogues à Byzance, La Revue blanche, 1900
- Mon premier testament, Cahiers de la Quinzaine, 1910
- Dialogue d'Eleuthère, Cahiers de la Quinzaine, 1911
- L'Ordination, roman, Cahiers de la Quinzaine, en deux parties, 1911 et 1912
- Le Bergsonisme, ou Une philosophie de la mobilité, Mercure de France, 1912
- Une philosophie pathétique, Cahiers de la Quinzaine, 1913
- Sur le succès du bergsonisme. Précédé d'une Réponse aux défenseurs de la doctrine, Mercure de France, 1914
- Les Sentiments de Critias, Emile-Paul frères, 1917
- Belphégor : essai sur l'esthétique de la présente société française, Émile-Paul frères, 1918
- Les Amorandes, roman, Émile-Paul frères, 1921
- Le Bouquet de Glycère, trois dialogues, Emile-Paul frères, 1921
- La Croix de roses, (roman) ; précédé d'un dialogue d'Eleuthère avec l'auteur, Grasset, 1923
- Billets de Sirius, Le Divan, 1925
- Lettres à Mélisande pour son éducation philosophique, Le Livre, 1925
- Pour les vieux garçons, Émile-Paul frères, 1926
- La Trahison des Clercs, Grasset, 1927
- Les Amants de Tibur, Grasset, 1928
- La Fin de l'éternel, Gallimard, 1928
- Cléanthis ou Du beau et de l'actuel, Grasset, 1928
- Properce, ou, Les amants de Tibur, Grasset, 1928
- Supplément à De l'esprit de faction de Saint-Evremond, Éditions du Trianon, 1929
- Appositions, La Nouvelle Revue française, 1930
- Essai d'un discours cohérent sur les rapports de Dieu et du monde, Gallimard, 1931
- Esquisse d'une histoire des Français dans leur volonté d'être une nation, Gallimard, 1932
- Discours à la nation européenne, Gallimard, 1933
- La Jeunesse d'un clerc, Gallimard, 1936
- Précision (1930-1937), Gallimard, 1937
- Un régulier dans le siècle, Gallimard, 1938
- La Grande Épreuve des démocraties : essai sur les principes démocratiques : leur nature, leur histoire, leur valeur philosophique, New York, Éditions de la Maison Française, 1942
- Un antisémite sincère, Comité national des écrivains, 1944
- La France byzantine, ou, Le triomphe de la littérature pure : Mallarmé, Gide, Proust, Valéry, Alain, Giraudoux, Suarès, les Surréalistes : essai d'une psychologie originelle du littérateur, Gallimard, 1945
- Exercice d'un enterré vif, juin 1940-août 1944, Éditions des Trois Collines, 1945
- Du Poétique selon l'humanité, non selon les poètes, Éditions des Trois Collines, 1946
- Non possumus : à propos d'une certaine poésie moderne, Éditions de La Nouvelle Revue critique, 1946
- Le Rapport d'Uriel, Flammarion, 1946
- Tradition de l'existentialisme, ou, Les philosophies de la vie, Grasset, 1947
- Justice, co-écrit avec Albert Bayet, Edmond Fleg et Stanislas Fumet, illustré par Gabriel Zendel, Cooped, 1947.
- Trois idoles romantiques : le dynamisme, l'existentialisme, la dialectique matérialiste, Mont-Blanc, 1948
- Du style d'idées : réflexions sur la pensée, sa nature, ses réalisations, sa valeur morale, Gallimard, 1948
- Deux croisades pour la paix juridique et sentimentale, Éditions du Temple, 1948
- Songe d'Éleuthère, Grasset, 1949
- Les Cahiers d'un clerc, 1936-1949, Émile-Paul frères, 1950
- De quelques constantes de l'esprit humain : critique du mobilisme contemporain, Bergson, Brunschvicg, Boutroux, Le Roy, Bachelard, Rougier, Gallimard, 1950
- Mémoires d'infra-tombe, Julliard, 1952

### Citations
« Il y a une trentaine d'années, apprenant qu'un iceberg avait coupé en deux le Titanic, je plaignis les innocentes victimes, mais, du point de vue philosophique, éprouvai quelque contentement. Me trouvant naguère à la Nouvelle-Orléans, j'appris que les habitants vivent dans une terreur constante d'être submergés par le Mississippi. Cela me fit quelque plaisir. L'homme devient fou dans sa maîtrise des choses. Il est bon qu'il soit parfois rappelé à l'ordre, je veux dire au cosmos. »

— La jeunesse d'un clerc, 1936

« Aujourd'hui il n'est presque pas une âme en Europe qui ne soit touchée, ou ne croie l'être, par une passion de race ou de classe ou de nation et le plus souvent par les trois. Il semble que l'on constate le même progrès dans le Nouveau Monde, cependant qu'à l'extrémité de l'Orient d'immenses collections d'hommes, qui paraissaient exemptes de ces mouvements, s'éveillent aux haines sociales, au régime des partis, à l'esprit national en tant que volonté d'humilier d'autres hommes. Les passions politiques atteignent aujourd'hui à une universalité qu'elles n'ont jamais connue. »

— La Trahison des clercs, 1927

« Cette adhésion des clercs à la passion nationale est singulièrement remarquable chez ceux que j'appellerai les clercs par excellence, j'entends les hommes d'Église. Non seulement l'immense majorité de ces hommes ont, depuis cinquante ans et par tous les pays d'Europe, adhéré au sentiment national et donc cessé de donner au monde le spectacle de cœurs uniquement occupés de Dieu, mais ils paraissent bien adopter ce sentiment avec la même passion que nous venons de signaler chez les gens de lettres et être prêts, eux aussi, à soutenir leur pays dans ses moins discutables injustices. C'est ce qui s'est vu en toute clarté, lors de la dernière guerre, pour le clergé allemand, auquel on n'a pas pu arracher l'ombre d'une protestation contre les excès commis par sa nation, et dont il semble bien que son silence ne lui ait pas été dicté seulement par la prudence. »

— La Trahison des clercs

« Clercs de tous les pays, vous devez être ceux qui clament à vos nations qu'elles sont perpétuellement dans le mal, du seul fait qu'elles sont des nations. Vous devez être ceux qui font qu'elles gémissent, au milieu de leurs manœuvres et de leurs réussites : « Ils sont là quarante justes qui m'empêchent de dormir ». Plotin rougissait d'avoir un corps. Vous devez être ceux qui rougissent d'avoir une nation. Ainsi vous travaillerez à détruire les nationalismes. À faire l'Europe. »

— Discours à la nation européenne, 1933

« J'exprimerai ici un de mes vœux. Je voudrais qu'il existât comme une affaire Dreyfus en permanence, qui permît de toujours reconnaître ceux qui sont de notre race morale et les autres, au lieu que, dans le mensonge de la vie courante, ces distinctions sont estompées et je dois, parce qu'ils relèvent d'un certain ton et d'une certaine coupe d'habits, serrer la main de gens que je méprise pleinement. Je manifestais cet esprit dès le lendemain de l'affaire; car, alors que mes amis parlaient de « l'apaisement », je déclarais ne l'appeler nullement, mais souhaiter que l'adversaire continuât de proclamer sa thèse en toute rigueur afin que je pusse toujours lui signifier la mienne. On me dit : « Que faites‑vous de l'intérêt de la France, qui veut la paix entre les Français ?  ». Je réponds que l'intérêt de la France m'est fort peu de chose auprès de la netteté en matière morale, et que cette préférence est une définition de ma forme d'esprit. Je dois convenir, au reste, que je suis bien servi, le 6 février, l'affaire éthiopienne, l'arrivée du ministère Blum, la guerre civile espagnole ayant produit chez nous une véritable affaire Dreyfus constante, dont j'espère qu'elle durera jusqu'à la fin de mes jours. (Toutefois je me vante : je ferais taire mes inimitiés si la France était en danger. »

— Un régulier dans le siècle, 1938

## Jugements et critiques
Julien Benda est une figure atypique dans l’histoire des intellectuels français. Pierre André Taguieff parle à son sujet d'humanisme personnaliste et « rationaliste » ou de « fanatisme anti-fanatique ». On a prétendu qu'il y aurait chez lui « une passion de l'anti-passion » et « une conception sentimentale de la raison ». Lui-même reconnaissait avoir été dans sa jeunesse un « rationaliste inhumain », parfois « capable d'un vrai fanatisme idéologique ».
Politiquement, il paraît aussi difficile à classer : antimoderne par son esthétique mais démocrate et européen passionné. On est allé jusqu'à l'étiqueter de « nationaliste » et « réactionnaire de gauche ». Ces évaluations paradoxales atteignent leur sommet avec l'accusation d'« antisémitisme » lancée par Louis-Albert Revah. Revah tente d’expliquer l'ensemble de la pensée de Benda par un prétendu refus de sa judéité qui l'aurait conduit à adopter les clichés des antisémites : ce refus, illusoire dans une société le ramenant toujours à ses origines, l'aurait poussé à se tenir « au-dessus de la mêlée ». Même si ces analyses sont très largement discutables, il reste que Benda, opposé aux intérêts de son milieu comme aux goûts de ses contemporains, élabore une pensée que beaucoup s'accordent à qualifier d’antimoderne. Drieu la Rochelle lui écrit à ce propos [réf. nécessaire] : « Vous poursuivez depuis trop longtemps avec Barrès et Maurras une querelle de mur mitoyen. » Or cette querelle, loin de le rapprocher de l'Action française, en fait l'un de ses plus cinglants opposants. Interpréter La Trahison des clercs comme une condamnation de l'engagement de l'intellectuel, qui devrait s'isoler dans l'étude loin des débats agitant la Cité, revient à oublier l'engagement permanent de son auteur, de ses premiers écrits dreyfusards aux polémiques qu'il a menées dans des dizaines de revues et de journaux, jusqu'à sa mort et avec passion.
Dès 1939, Roger Caillois, dans « Sociologie du clerc », parle à propos de sa cléricature auto-proclamée d'« usurpation de titre ». Étiemble, quant à lui, le qualifie affectueusement de « plus grand emmerdeur du siècle ».
En préface de l'édition de 1975 de La Trahison des clercs, André Lwoff écrit que c'est « un des rares hommes de lettres que les scientifiques puissent considérer comme un des leurs ». De fait, il peut être considéré comme un esprit mathématique égaré dans la république des lettres, et Benda explique lui-même ainsi la dissonance qu'il n'a cessé de ressentir d'avec les milieux littéraires et politiques qu'il fréquente.
Dans son essai Le Deuxième Sexe, Simone de Beauvoir le cite parmi les hommes qui définissent la femme « négativement », « un homme moins quelque chose » — quelque chose qui peut être la Raison, la force, la tempérance... Elle s'appuie notamment sur Le Rapport d'Uriel, essai dans lequel Benda écrit que « Le corps de l'homme a un sens par lui-même, abstraction faite de celui de la femme, alors que ce dernier en semble dénué si l'on n'évoque pas le mâle... L'homme se pense sans la femme. Elle ne se pense pas sans l'homme. ».